# 53.ª División (Ejército Popular de la República)
La 53.ª División fue una de las divisiones del Ejército Popular de la República que se organizaron durante la guerra civil española sobre la base de las Brigadas Mixtas. Estuvo desplegada en el frente de Levante.

## Historial
Durante 1937 en el frente Norte ya había existido una división que empleó esta numeración.
En la primavera de 1938, en el seno del XVII Cuerpo de Ejército, se creó una división que recibió la numeración «53». El mando recayó en el capitán de infantería de marina Eugenio Franquelo Ramírez. En junio la división fue enviada al frente de Levante, donde —integrada en el XX Cuerpo de Ejército— resistió la ofensiva franquista que pretendía conquistar Valencia. Durante el resto de la contienda la división permaneció en este frente, sin participar en operaciones militares de relevancia.
La división se autodisolvió hacia el final de la guerra, en marzo de 1939.

## Mandos
Comdantes
- capitán de infantería de marina Eugenio Franquelo Ramírez;[6]

Comisarios
- Juan Herráiz Benito, del PCE;[7]

Jefes de Estado Mayor
- teniente de milicias Isidro Sánchez-Covisa Meiro;[4]

## Orden de batalla
| Fecha               | Cuerpo de Ejército adscrito | Brigadas Mixtas integradas | Frente de batalla |
| ------------------- | --------------------------- | -------------------------- | ----------------- |
| 30 de abril de 1938 | XVII Cuerpo de Ejército     | 192.ª, 193.ª y 194.ª       | Reserva general   |
| 28 de junio de 1938 | XX Cuerpo de Ejército       | 36.ª y 208.ª               | Levante           |
| Agosto de 1938      | XX Cuerpo de Ejército       | 36.ª, 203.ª y 208.ª        | Levante           |